# Avelino Rosas
Avelino Rosas Córdoba (Dolores, hoy Rosas, República de la Nueva Granada, 15 de abril de 1856 - Puerres, Nariño, Colombia, 19 de septiembre de 1901) fue un militar colombiano conocido por su participación en la Guerra de Independencia cubana y la Guerra de los Mil Días en Colombia entre otros conflictos.
El general cubano Antonio Maceo, segundo jefe militar del Ejército Libertador de Cuba, se refería a Rosas como “El León del Cauca”.

## Biografía
Avelino Rosas Córdoba nació en Dolores, hoy Rosas (Cauca), el 15 de abril de 1856. En 1877 contrajo matrimonio con Teresa Patiño en Manizales.

## Trayectoria militar
En Perú, Rosas participó en la rebelión de los coroneles Gutiérrez que culminó con el asesinato del presidente José Balta en 1872. Tres años después estaba en Ecuador junto a los conspiradores que asesinaron a Gabriel García Moreno. Sin embargo, la participación de Rosas en ambos acontecimientos ha sido considerada como un mito.
Tras estallar la Guerra civil colombiana de 1876-1877, Rosas se unió al ejército caucano que defendía al gobierno nacional del liberal radical Aquileo Parra. Bajo el mando de Julián Trujillo tomó parte en el batalla de Los Chancos a finales de agosto, donde las fuerzas conservadoras de Antioquia fueron derrotadas. Luego persiguió a los rebeldes y en abril siguiente participó en la toma de Manizales, un bastión conservador. En este conflicto Juan de Dios Uribe fue compañero de armas de Rosas.
En 1879 ejerció como sargento mayor en la Guardia Colombiana, cuerpo dependiente del gobierno Central, y con ella se sublevó comandado por Eliseo Payán para derrotar en abril a Modesto Garcés, presidente del Estado del Cauca. Rosas fue elegido al Congreso seccional luego de ser nombrado teniente coronel.

### Alzamiento contra el presidente Rafael Núñez
Durante la Guerra civil colombiana de 1884-1885 cuando los liberales radicales se alzaron contra el presidente Rafael Núñez, Rosas que se había afiliado a ese sector, organizó un grupo de 400 hombres y se levantó en Candelaria y Florida. Sin embargo, al verse rodeado por fuerzas superiores, escapó hacia Cali mientras que en el batallón de la Guardia Colombiana se pasó al bando rebelde ocupando la ciudad.
Entonces Rosas y sus hombres partieron hacia Popayán, pero en Roldanillo fueron rodeados y apresados por tropas leales al gobierno central. Huyendo casi solo, se abrió paso hasta internarse en una inhóspita zona cerca de Puerto Tejada. Desde la clandestinidad, rechazó la oferta del general Rafael Reyes de un cargo diplomático a cambio de abandonar su lucha y aprovechando el desconcierto provocado por falsos anuncios de un próximo ataque suyo al mando de un ejército inexistente, fue a Manizales a reunirse con su esposa.
Terminada la contienda con la derrota del radicalismo, en abril de 1887 Rosas se trasladó de incógnito a la capital del país en un intento por reagrupar a los últimos radicales. En junio asumió la presidencia de la Junta del Partido Liberal Colombiano y tramó una conspiración para derrocar a Núñez confiando en comprometer al presidente designado Eliseo Payán. Visitó a Santos Acosta y Aquileo Parra, veteranos del “Olimpo Radical”, quienes no aceptaron participar en el proyecto. Entretanto Núñez reasumió sus funciones, destituyó a Payán, endureciendo la represión.

### Exilio en Venezuela y Curazao
A inicios de la década de 1890, Rosas se encontraba a la cabeza de centenares de liberales colombianos exiliados en el Táchira, Venezuela y participó en el derrocamiento del general Raimundo Andueza Palacio en 1892. En este contexto intentó que el nuevo gobierno del general liberal Joaquín Crespo, otorgase “algunas ventajas para el Partido Liberal de Colombia”, pero ante la tibia respuesta de Crespo, manifestó su protesta en el folleto “Por la honra militar”. En respuesta, el gobierno venezolano arrestó a Rosas confinandolo en diferentes cárceles, como La Rotunda, antes de expulsarlo del país.
En 1893 se estableció en Curazao donde entretuvo correspondencia con varios líderes como Eloy Alfaro con quienes constituía el grupo conocido como “Internacional Liberal” cuyo propósito era apoyar la lucha por la independencia cubana e instaurar gobiernos liberales en Colombia, Ecuador, México y Perú.
En 1894 Rosas buscaba coordinar desde Curazao acciones en la Costa Atlántica y Panamá con levantamientos en verios puntos al interior de Colombia. Entre tanto se acentuaron las diferencias ideológicas y tácticas que separaban a Rosas del “Olimpo Radical”.

### Guerra civil colombiana de 1895
La Guerra civil colombiana de 1895 estalló en Bogotá el 23 de enero de ese año con el alzamiento de grupos de liberales que sufrieron una serie de derrotas por parte del gobierno de Miguel Antonio Caro. Rosas, marginado de las operaciones centrales, dispone que un grupo de sus seguidores radicados en Costa Rica ataque el puesto militar de la comarca de Bocas del Toro. Cuando se enteró del aniquilamiento de la insurrección, editó en la colonia británica de isla Trinidad La verdad de los hechos, o sea diez años de Regeneración donde acusó a la “oligarquía radical” de haber traicionado los ideales libertarios.

### Guerra de Independencia cubana
En octubre de 1895, estando en Curazao, Rosas aceptó la invitación del general Antonio Maceo, para que se integrara al Ejército Mambí (Ejército Libertador) en la Guerra de Independencia cubana que había comenzado meses antes. Es así que viajó a Estados Unidos y se alistó con cien cubanos en una expedición bajo el mando del general Calixto García a bordo de un barco de vapor. La nave zozobró el 26 de enero de 1896 dejando cinco muertos.
El 15 de marzo siguiente zarpó desde Atlantic City (Nueva Jersey) una nueva expedición al mando de García y con Rosas como segundo comandante con el grado de brigadier general del Ejército Libertador de Cuba. Llevando a bordo 78 hombres y un considerable cargamento de pertrechos bélicos. Al desembarcar en Cuba fueron recibidos por hombres del regimiento Baracoa, a las órdenes de Félix Ruenes.
El general en jefe Máximo Gómez nombró a Rosas jefe de la Brigada de Infantería de Camagüey y tras una exitosa campaña pasó a Las Villas junto al general Serafín Sánchez siendo testigo de la muerte del cubano en la Batalla del Paso de las Damas el 18 de noviembre. En Sancti Spiritus rechazó un ataque enemigo al campamento que alojaba al Estado Mayor y luego asaltó con éxito al general español Adolfo Jiménez. También participó en el ataque contra la base de Cascorro, y comandó la infantería cuando el núcleo del Ejército Libertador atraviesó la Trocha de Júcaro a Morón. Adicionalmente obtuvo victorias en las provincias de Matanzas y La Habana.
En enero de 1897 Rosas fue ascendido a general de División siendo designado jefe de la División de Matanzas en sustitución del general José Lacret. Seis meses después, Máximo Gómez destituye a Rosas. Sin embargo logra recuperar su grado y lucha en Santiago contra el primer gobierno militar estadounidense en Cuba a mediados de 1898. Tras la disolución del Ejército Libertador regresó a Colombia.

### Guerra de los Mil Días
Durante la Guerra de los Mil Días en Colombia, la campaña militar los liberales se desarrollaba en dos frentes. El “ejército regular”, bajo el mando de Gabriel Vargas Santos y Rafael Uribe Uribe, y un Estado mayor compuesto por Benjamín Herrera, Juan MacAllister, Paulo Villar, Avelino Rosas; y las guerrillas que no dependían ejército regular.
Rosas llegó a Colombia tras pasar por Venezuela remontando el Orinoco para luego ingresar al Casanare por el río Meta. Estaba acompañado por un grupo relativamente reducido de compañeros. En Támara imprimió el “Código de Maceo”, un manual sobre la guerra de guerrillas a la cual consideraba como la única eficaz para vencer al ejército regular. Siguiendo su marcha, se encontró en Orocué con Tulio Varón y otros rebeldes liberales que venían de sufrir varias derrotas en el interior del país.
En medio de discrepancias con los demás jefes, Rosas partió hacia Villanueva (Casanare), donde organizó dos escuadrones de caballería y emprendió una serie de triunfos en Medina (Cundinamarca), San Martín, La Uribe y Villavicencio hasta llegar a Colombia (Huila). Sin embargo, el 15 de marzo de 1900 fue derrotado en Matamundo (Neiva).
Entonces dirigió una marcha conformada por familias enteras, oficiales y algunos centenares de combatientes. El recorrido los llevó hasta Lérida (Tolima) donde Rosas se separó del grupo para ir al Cauca mientras los rebeldes sufrieron una derrota pocos días después.
Tras traspasar la Cordillera Central, Rosas fue reconocido en Santa Rosa de Cabal, por lo que fue arrestado y enviado a Buga de donde escapó en medio una fuga colectiva de prisioneros de guerra. Llegó a Cali donde se hospedo en la residencia de su cuñado Enrique Alder, cónsul de Suiza. Luego combatió en Pavas (Valle del Cauca) para dirigirse al río San Juan donde esperaba unirse a las guerrillas liberales, pero a su llegadas estas ya habían sido disueltas.
Eloy Alfaro quien asumió el gobierno de Ecuador, recibió en Quito a varios comandantes liberales entre quienes destacaba Benjamín Herrera quien se negó a conceder a Rosas, también presente en Ecuador, el mando del ejército en el Cauca y le impuso la tarea de organizar un cuerpo de exiliados colombianos para entrar al país por el sur.
Con armamento suministrado por Alfaro, el grupo comandado por Rosas pasó la frontera y estableció sus cuarteles en cercanías de Ipiales. Reclutó más voluntarios hasta completar un millar de combatientes con los que libró algunos combates menores con el objetivo de atravesar la región del Patía para ingresar posteriormente al Cauca.

### Muerte
El 19 de septiembre de 1901, el avance de sus setecientos liberales fue cortado en las montañas de Puerres por fuerzas gobiernistas superiores dirigidas por Gustavo Guerrero; herido en una pierna fue apresado y conducido a Puerres. Allí lo remataron a tiros junto con su secretario José María Caicedo. Su cadáver fue trasladado a Ipiales donde luego de atar sus extremidades, fue suspendido a un árbol y expuesto al escarnio en la plaza pública. Finalmente Rosas tuvo un sepelio organizado por los liberales de la localidad.
La muerte de Rosas significó el final de las acciones liberales al sur del país.